# Hans Ulrich Gumbrecht

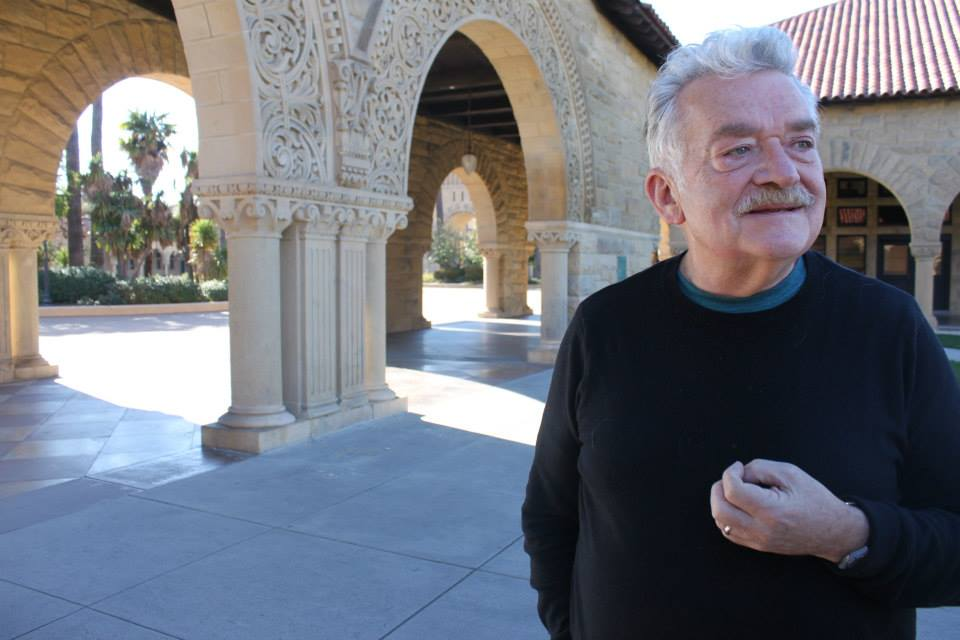
Hans Ulrich Gumbrecht in Stanford (2015)

Hans Ulrich Gumbrecht (* 15. Juni 1948 in Würzburg) ist ein deutsch-amerikanischer Romanist, Literaturwissenschaftler, Publizist und Buchautor. Von 1989 bis 2018 hatte er einen Lehrstuhl für Komparatistik an der Stanford University inne. Gumbrecht war ständiger Gastprofessor an der Université de Montréal, am Collège de France sowie an der Zeppelin Universität Friedrichshafen.

## Leben
Hans Ulrich Gumbrecht wuchs als Kind zweier promovierter Urologen in Würzburg auf. Am dortigen Siebold-Gymnasium legte er sein Abitur ab; in der Oberstufe verbrachte er ein Jahr am Lycée Henri IV in Paris. Er studierte als Stipendiat der Stiftung Maximilianeum Romanistik, Germanistik, Philosophie und Soziologie an der Ludwig-Maximilians-Universität München und in Regensburg. Auslandsaufenthalte führten ihn nach Spanien an die Universität Salamanca und nach Italien an die Universität Pavia. Er war Mitglied des Sozialistischen Deutschen Studentenbundes. Nach seinem Studium wurde Gumbrecht in Konstanz bei Hans Robert Jauß promoviert, dessen wissenschaftlicher Mitarbeiter er wurde. 1974 habilitierte er sich in Konstanz mit einer Schrift über Funktionen parlamentarischer Rhetorik in der Französischen Revolution.
Mit 26 Jahren wechselte er 1975 als Professor an die Universität Bochum, 1983 an die Universität-Gesamthochschule Siegen. Zwischen 1981 und 1989 organisierte Gumbrecht am Inter-University Center im jugoslawischen Dubrovnik fünf interdisziplinäre Forschungscolloquien zur erkenntnistheoretischen Neuorientierung der Geisteswissenschaften, an denen unter anderem Niklas Luhmann und Friedrich Kittler teilnahmen. In Siegen begründete er 1987 das erste geisteswissenschaftliche DFG-Graduiertenkolleg mit dem Titel „Kommunikationsformen als Lebensformen“, an dem u. a. Jürgen Habermas, Niklas Luhmann, Jean-Francois Lyotard und Paul Watzlawick zu Gast waren.
Gumbrecht bewarb sich vergeblich um die Konstanzer Lehrstuhlnachfolge seines akademischen Lehrers Jauß. Er wurde 1989 auf den Lehrstuhl für Komparatistik an der Stanford University berufen, wo er Albert-Guérard-Professor für romanische Literatur am Department of Comparative Literature war. Seit März 2000 besitzt Gumbrecht die amerikanische Staatsbürgerschaft. Sein 1997 zuerst auf Englisch erschienenes Werk In 1926: Living at the Edge of Time prägte ein seit den 2000er Jahren populäres Genre von Sachbüchern über einzelne Jahre.
2009 trat er eine Gastprofessur an der Zeppelin Universität in Friedrichshafen an, die später zu einer „ständigen Gastprofessur“ umgewandelt wurde, so dass der Literaturwissenschaftler regelmäßig für kurze Zeiträume an den Bodensee kommt, um Lehrveranstaltungen zu geben. 2012 und 2013 war Gumbrecht Fellow des Kollegs Friedrich Nietzsche in Weimar, wo er unter dem Vorlesungstitel „Riskantes Denken“ seine Entwürfe einer „Genealogie des westlichen Intellektuellen“ vorstellte. 2018 wurde er in Stanford emeritiert.
Gumbrecht hatte zahlreiche Gastprofessuren u. a. in
- Aarhus
- Barcelona
- Berkeley
- Berlin[10]
- Bogotá
- Bonn
- Budapest
- Buenos Aires
- Friedrichshafen, ständiger Gastprofessor an der Zeppelin Universität[11]
- Greifswald[12]
- Jerusalem
- Kapstadt
- Kyoto
- Lissabon
- Manchester
- Mexiko-Stadt
- Montreal: Département de Littérature Comparée an der Université de Montréal
- München
- Paris, Directeur d’études associées an der École des hautes études en sciences sociales
- Princeton
- Riga
- Rio de Janeiro
- Weimar[11]

2013 war Gumbrecht für den Ludwig-Börne-Preis sowohl Juror als auch Laudator für den Preisträger Peter Sloterdijk.
Gumbrecht ist in zweiter Ehe verheiratet und Vater von vier Kindern.

## Publizistische Positionen
Regelmäßig schreibt er für die Zeitungen NZZ, FAZ, Die Zeit und Die Welt. So schrieb er 2017 einen Artikel für die NZZ mit der Überschrift: „Schöner, softer Sozialdemokratismus“ und dem Zusatz „Überlegungen eines amerikanisierten Alteuropäers“. Die „Mainstream-Intellektuellen“ bezeichnete er als „gebildete Halbgebildete“. Seit 2012 schrieb er auf FAZ.net einen Blog Digital/Pausen, in dem er regelmäßig zu gesellschaftspolitischen Themen Stellung bezog. Im März 2018 trennte sich FAZ.net nach 273 Blogs überraschend aufgrund einer Neuausrichtung ihrer Blogseite von Gumbrecht und anderen Autoren wie Rainer Meyer („Don Alphonso“)  und Carsten Knop. Thomas Ribi hat Gumbrecht in der NZZ „einen der prägenden Intellektuellen unserer Zeit“ genannt. Die NZZ bezeichnete ihn in einem Artikel anlässlich der Emeritierung als „antiakademischen Akademiker“. Gumbrecht kritisiert den zeitgemäßen Moralismus als Verabsolutierung einer Hochmoral in den Bereichen der Gleichheit und Nachhaltigkeit: Die einen wollen „Ergebnisgleichheit in allen gesellschaftlichen Belangen um jeden Preis“, die anderen „die Erhaltung der Natur, ebenfalls um jeden Preis“.

## Ehrungen
- 1995: Stanford University Dean's Award for Distinguished Teaching in the School of Humanities and Sciences[9]
- 1998: Ehrendoktorwürde der Universidad de la República (Montevideo)
- 1998: Mitglied der American Academy of Arts and Sciences
- 2000: Stanford University Cuthbertson Award for Extraordinary Contributions[19]
- 2003: Ehrendoktorwürde der Universität Montreal
- 2007: Ehrendoktorwürde der Universität Siegen
- 2007: Ehrendoktorwürde der Universität Sankt Petersburg
- 2008: Ehrendoktorwürde der Universität Greifswald
- 2009: Ehrendoktorwürde der Universität Lissabon
- 2009: Ehrendoktorwürde der Philipps-Universität Marburg
- 2010: Ehrendoktorwürde der Universität Aarhus
- 2012: Ehrendoktorwürde der Universität Budapest[20]
- 2015: Kulturpreis der Stadt Würzburg[21]
- 2017: Ehrendoktorwürde der Leuphana Universität Lüneburg
- 2022: Ehrendoktorwürde der Universität Complutense Madrid

## Veröffentlichungen (Auswahl)

### Monographien
- Eine Geschichte der spanischen Literatur. 2 Bände. Suhrkamp, Frankfurt am Main 1990, ISBN 3-518-58062-0 (Rezension).
- Vom Leben und Sterben der großen Romanisten. Hanser, München 2002, ISBN 3-446-20140-8.
- 1926. Ein Jahr am Rand der Zeit. Suhrkamp, Frankfurt am Main 2001, ISBN 3-518-58300-X.
- Die Macht der Philologie. Über einen verborgenen Impuls im wissenschaftlichen Umgang mit Texten. Suhrkamp, Frankfurt am Main 2003, ISBN 3-518-58368-9.
- Diesseits der Hermeneutik. Über die Produktion von Präsenz. Suhrkamp, Frankfurt am Main 2004, ISBN 3-518-12364-5.
- Lob des Sports. Suhrkamp, Frankfurt am Main 2005, ISBN 3-518-41689-8.
- Dimensionen und Grenzen der Begriffsgeschichte. Fink, München 2006, ISBN 3-7705-3694-0.
- California Graffiti. Bilder vom westlichen Ende der Welt. Hanser, München 2010, ISBN 978-3-446-23515-1.
- Unsere breite Gegenwart. Suhrkamp, Frankfurt am Main 2010, ISBN 978-3-518-12627-1.
- Stimmungen lesen. Über eine verdeckte Wirklichkeit der Literatur. Hanser, München 2011, ISBN 978-3-446-23504-5.
- Präsenz. Suhrkamp, Berlin 2012, ISBN 978-3-518-29542-7.
- Nach 1945. Latenz als Ursprung der Gegenwart. Aus dem amerikanischen Englisch übersetzt von Frank Born. Suhrkamp, Berlin 2012, ISBN 978-3-518-42304-2.
- Weltgeist im Silicon Valley: Leben und Denken im Zukunftsmodus. Hrsg. von René Scheu. NZZ Libro, Zürich 2018.
- Brüchige Gegenwart. Reflexionen und Reaktionen. Hrsg. von René Scheu. Reclam-Verlag, Stuttgart 2019, ISBN 978-3-15-019604-5.
- Crowds. Das Stadion als Ritual von Intensität. Vittorio Klostermann, Frankfurt am Main 2020, ISBN 978-3-465-04385-0.
- Prosa der Welt. Denis Diderot und die Peripherie der Aufklärung. Aus dem Englischen von Michael Bischoff. Suhrkamp, Berlin 2020, ISBN 978-3-518-58757-7.[22]
- Provinz. Von Orten des Denkens und der Leidenschaft. zu Klampen, Springe 2021, ISBN 978-3-86674-814-9.
- Denk-Profile. Sechzehn Intellektuelle des langen 20. Jahrhunderts. Hrsg. von René Scheu. Turia + Kant, Wien/Berlin 2022.
- Das Ende von allem. Neun Betrachtungen und ein Essay. Hrsg. von René Scheu. Reclam, Stuttgart 2023.
- Leben der Stimme. Ein Versuch über Nähe. Aus dem Englischen von Michael Bischoff. Suhrkamp, Berlin 2025, ISBN 978-3-518-58826-0.

### Herausgeberschaften
- mit Karl Ludwig Pfeiffer: Materialität der Kommunikation. Suhrkamp, Frankfurt am Main 1988, ISBN 3-518-28350-2
- mit Karl Ludwig Pfeiffer: Paradoxien, Dissonanzen, Zusammenbrüche. Situationen offener Epistemologie. Suhrkamp, Frankfurt am Main 1991, ISBN 3-518-28525-4
- mit Bernhard Siegert und Friedrich Kittler: Der Dichter als Kommandant. D’Annunzio erobert Fiume. München 1996.
- mit René Scheu: Zukunft des Staates – Staat der Zukunft. Reclam-Verlag, Stuttgart 2021, ISBN 978-3-15-014160-1.
- mit René Scheu: Gespräch und Gestalt. Entspannte Interviews. NZZ Libro, Basel 2021, ISBN 978-3-907291-47-4.

## Aufsätze u.a.
- Wie fiktional war der höfische Roman? In: Dieter Henrich, Wolfgang Iser (Hrsg.): Funktionen des Fiktiven. München 1983, S. 433–440.
- Vierteiliges Interview mit Rudolf Maresch (Telepolis, März/April 2006):
  - Teil 1: Der „Westen“ als Einheit existiert nicht. 4. März 2006.
  - Teil 2: Gewinnchance mit hohem Risiko. 10. März 2006.
  - Teil 3: In jedem Moment kann das Leben eine unerwartete Wendung nehmen. 19. März 2006.
  - Teil 4: Die Homogenität der westlichen Kultur wird maßlos überschätzt. 2. April 2006.
- Warum soll man die Geisteswissenschaften reformieren?: Eine etwas amerikanische Frage. Osnabrücker Universitätsreden, V&R unipress 2010, ISBN 978-3-89971-799-0.
- Ambivalente Dysphorie oder: Der deutsche Hang zur schlechten Laune, Gumbrecht über die schlechte Stimmung an deutschen Universitäten. Deutschlandradio Kultur, Ortszeit: Politisches Feuilleton, 16. Dezember 2010.
- Spielen in Ruinen. Der Literaturwissenschaftler Hans Ulrich Gumbrecht über sein Buch »Nach 1945«. Moderation: René Aguigah, Zeitreisen, Deutschlandradio Kultur, 15. August 2012.
- „Wir sind von Vergangenheit überschwemmt.“ Zeitgeschichte. „Wie wir wurden, was wir sind.“ Interview Elke Dauk mit Hans Ulrich Gumbrecht zu seinem Buch: Nach 1945 – Latenz als Ursprung der Gegenwart. TAZ vom 17. Oktober 2012, S. 15, Online-Fassung: Historiker über deutsche Gegenwart, taz.de, 17. Oktober 2012.
- Blog auf FAZ.net: Porträt, Artikelliste; etwa 120 Artikel seit Juni 2011, zum Beispiel:
  - The Life of the Mind
  - Am Ende der Ideologien steht Politikmüdigkeit – Über nichts regt sich der anspruchsvolle Bürger mehr auf als über Politikmüdigkeit. Aber zeigt sie nicht nur, dass wir endlich vom Zeitalter der Ideologien erlöst sind?
  - Tango, Montevideo, Buenos Aires und die Unfassbarkeit des Begehrens. – Argentinien und Uruguay, die Länder des Tangos, sind uns ferner gerückt im vergangenen Jahrhundert. Verkörpert ihr Tanz die Unfassbarkeit des Begehrens?
- Allgegenwärtig und gehoben: Ob unsere Gegenwart das Schöne absorbiert, in: Romanische Studien, Nr. 2 (2015), S. 301–314, online

## Rezeption: Artikel und Rezensionen
- Thomas Wirtz: Schwermut war es, nicht die scharfglänzende Schminke. In: FAZ. 20. März 2001 (faz.net – Rezension zu: H. U. Gumbrecht: 1926. Ein Jahr am Rand der Zeit. Frankfurt am Main 2001).
- Christoph von Wolzogen: Rezension zu: H. U. Gumbrecht: 1926. Ein Jahr am Rand der Zeit. Frankfurt am Main 2001. In: Die Welt. 4. April 2001.
- Manuel J. Hartung: Das Spiel mit Sepp. Er provoziert und polarisiert: Hans Ulrich Gumbrecht ist einer der wenigen deutschen Geisteswissenschaftler, die weltweit Gehör finden. In: Die Zeit. Nr. 13/2007, 2007 (zeit.de – Porträt über Gumbrecht).
- Elias Kreuzmair: Hans Ulrich Gumbrechts Begriff der Präsenz und die Literatur (PDF-Datei; 534 kB). In: Helikon. A Multidisciplinary Online Journal. 2, 2012, S. 233–247.

## Trivia
Gumbrecht beschäftigt sich in seinen Beiträgen immer wieder mit der Rolle des Sports, er ist Anhänger des Fußball-Bundesligisten Borussia Dortmund.
Im Zuge der #metoo-Debatte berichtete er, auf eine missverständliche Signatur in seinen E-Mails hingewiesen worden zu sein: Eine Ombudsperson seiner Universität machte ihn darauf aufmerksam, dass seine Initialen HUG als „hug“ („Umarmung“) missverstanden werden könnten.